# Gonóporo
Em biologia, dá-se o nome de gonópodes apêndices especializados usados pra a cópula de alguns invertebrados, sobretudo insectos. Essas estruturas tem sido estudadas por imageamento Ultra Violeta em alguns artrópodes de ordem Polydesmida, gênero Pseudopolydesmus. Os estudos, publicados em Zoological Journal of the Linnean Society, permitiram qualificar a identificação de espécies a partir de contraste e visibilidade fluorescente das genitálias desses diplópodes permitidos pelo método de luminescência UV.